# Alla Sizova
Alla Sizova, née le 22 septembre 1939 à Moscou et décédée le 23 novembre 2014 à Saint-Pétersbourg, est une danseuse de ballet russe, surtout connue pour son travail avec le Ballet Kirov. Elle est l'une des quatre ballerines superstars de l'Union soviétique avec Natalia Makarova, Alla Osipenko et Irina Kolpakova, ainsi que la partenaire de danse préférée de Rudolf Noureev avant sa défection.

## Biographie
Alla Ivanovna Sizova née à Moscou le 22 septembre 1939 est la fille d'Ivan et Ekaterina Sizov. La famille déménage à Leningrad peu de temps après sa naissance. Pendant la Seconde Guerre mondiale, elle est évacuée vers l'Oural avec sa mère et sa sœur, tandis que son père reste à Leningrad.
Après la guerre, Alla Sizova étudie à l'Académie de ballet Vaganova, où elle suit les cours de Natalia Kamkova. Parmi ses camarades de classe se trouve Rudolf Noureev, avec qui elle interprète le duo Le Corsaire dans un film de fin d'études, qui attire l'attention du Ballet Kirov. Les deux sont recrutés par le ballet directement en tant que solistes.
Malgré l'immense alchimie sur scène entre Sizova et Noureev qui se manifeste dans leur partenariat très réussi pour le Ballet Kirov, par tempérament, ils sont inadaptés l'un à l'autre. Ils sont forcés de partager un appartement mais font venir leurs familles pour vivre avec eux et agir comme tampon.
À la suite de la défection de Rudolf Noureev en 1961 lors d'une tournée à Londres, la famille d'Alla Sizova est interrogée par le KGB, ce qui entraîne la dépression nerveuse de sa mère. À son retour en URSS, la danseuse refuse de condamner les actions de Noureev, bien qu'elle se demande pourquoi il partirait pour se produire dans des ballets étrangers qu'elle considère comme inférieurs.
Au début des années 1970, Alla Sizova épouse Mikhail Serebrennikov, un producteur de télévision. Ils ont un fils, Ilya, né en 1974.
Après la mort de son mari en 1980, Alla Sizova déménage aux États-Unis. Son fils décède en 2004, après ce drame, elle retourne en Russie où elle mène une vie recluse. À la fin des années 2000, elle développe la maladie d'Alzheimer. Elle décède d'un cancer à Saint-Pétersbourg le 23 novembre 2014.

## Carrière
Alia Sizova rejoint le Ballet Kirov en tant que soliste en 1958. Son premier rôle complet au Kirov est Masha dans Casse-Noisette. Entre 1958 et 1961, elle interprète quatorze rôles majeurs. Elle joue dans La Belle au bois dormant et Giselle. Le Kirov reconnaît son talent de musicalité et de vulnérabilité et lui donne le rôle principal dans la mise en scène ballet d'Igor Belsky de la Symphonie de Leningrad de Dmitri Chostakovitch.
Les sauts en hauteur extraordinaires et les compétences techniques d'Alia Sizova conduisent les critiques de Leningrad à l'appeler "Sizova volante".
Après le départ de Rudolf Noureev, la danseuse poursuit sa carrière avec un nouveau partenaire, Iouri Soloviev, avec qui elle interprète des rôles d'une grande sensibilité et démontre la réussite de la formation du Ballet Kirov.
Entre 1964 et 1966, Alla Sizova a besoin d'un traitement intensif pour des blessures à la colonne vertébrale causées par les atterrissages de ses sauts en hauteur. Dans les années 1970, ses tournées avec le Kirov à Londres sont largement attendues et acclamées.
La dernière apparition de la danseuse sur scène a lieu en 1988 dans Chopiniana. Elle enseigne ensuite pendant trois ans à l'Académie de ballet Vaganova.
À partir de 1991, Alla Sizova enseigne à la Kirov Academy of Ballet de Washington, avec son ancien collègue du Ballet Kirov, Oleg Vinogradov.

## Récompenses
Parmi ses rôles, Alla Sizova reçoit un grand succès en 1964 dans le rôle de la princesse Aurore dans la mise en scène du Ballet Kirov de La Belle au bois dormant de Tchaïkovski aux côtés de Iouri Soloviev,.
La rumeur dit que Rudolf Noureev aurait déclaré dans ses dernières années qu'Alia Sizova était la seule chose qui pourrait le ramener en Union soviétique.
La danseuse reçoit la plus haute distinction artistique de l'Union soviétique, l'artiste du peuple de l'URSS en 1983.